# Coirpre mac Fogartaig
Coirpre mac Fogartaig (mort en 771) est un roi de Brega issu des Uí Chernaig sept de  Lagore du Síl nÁedo Sláine Uí Néill du sud. Io est le fils de l'Ard ri Erenn Fógartach (mort en 724).

## Biographie
Coirpre mac Fogartaig n'est pas mentionné dans le poème sur les souverains du Síl nÁedo Sláine du Livre de Leinster, toutefois lors de sa mort les annales en 771 le désignent comme roi de Brega. Son accession à la tête des Uí Chernaig sept du sud Brega ne peut être datée avec certitude. Son frère Fergus mac Fogartaig (mort en 751) est nommé roi de sud Brega lors de son obit. Les annales relèvent ensuite
les morts de son cousin Domnall mac Áeda en 759 et de son frère Fínnachta mac Fogartaig en 761 sans leur attribuer de titre. Son accession à la souveraineté sur l'ensemble de Brega, à la mort du roi
Dúngal mac Amalgado de la lignée rivale du nord les Uí Chonaing sept Cnogba (Knowth) intervient en 759.
Coirpre est mentionné pour la première fois dans les annales lors de la mort de son fils Cellach, qui est tué par des brigands en 767. Ensuite Coirpre est exilé en 769 par Donnchad Midi mac Domnaill (mort en 797) de la lignée rivale des Uí Néill du sud le Clan Cholmáin qui règne sur  Mide. Un combat est intervenu 
entre les hommes de Mide et de Brega en 766. L'année après l'exil de Coirpre les hommes du sud Brega sont défaits lors de la bataille de Bolgg Bóinne en 770 et deux membres de son  sept sont tués, Cernach mac Flainn (un petit-fils de Fogartach) et Flaithbertach mac Flainn ainsi que le roi vassal Uarchride mac Baeth des Deisi de Brega. Ces événements sont en conjonction avec la campagne de Donnchad Midi contre le Leinster et doivent être liés au fait que Donnchad semble avoir été battu par les hommes du  Sud-Brega en chemin. Coirpre ne réapparaît qu'en 771 lors de sa mort avec le titre de «roi de Brega  ».